# Rémy Couvez

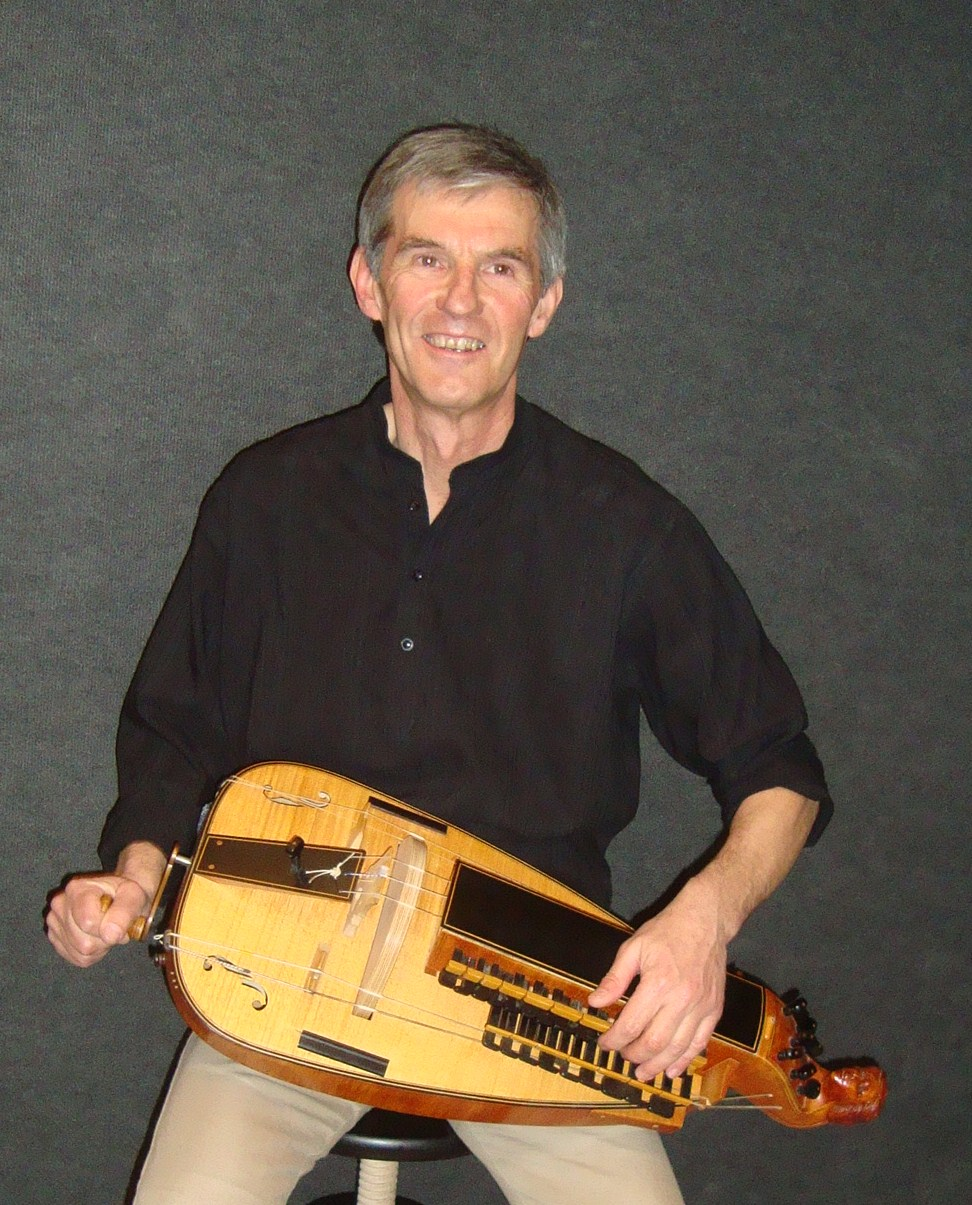
Rémy Couvez, 2012.

Rémy Couvez (geb. vor 1981) ist ein französischer Musiker und Komponist. Sein Instrument ist die Drehleier.
Couvez begann 1981, professionell Drehleier zu spielen. Auf seinen Alben bis 2000 kombinierte er das seit dem 10. Jahrhundert bekannte Instrument mit Akustikgitarre, Percussion und elektronischen Instrumenten wie Synthesizer, E-Gitarre und E-Bass. Neben der Veröffentlichung von drei Alben komponierte er zu dieser Zeit für Theater und Tanztheater. Nach dem 2000er-Album Wheeling Dance verzichtete er auf den Einsatz elektronischer Instrumente und komponiert ausschließlich für Instrumentalensembles.

## Diskografie
- 1986: Paysages Intérieurs (kein Label)
- 1993: Propos Insolites (Buda Musique)
- 1997: Itinérances (Buda Musique)
- 2000: Wheeling Dance (Buda Musique)
- 2008: Confluence (Buda Musique)
- 2012: Wood Song (Buda Musique)
- 2014: Vielle et Orgue (mit Sylvain Boudou, Buda Musique)
- 2018: Quintus Novum (Buda Musique)